# 江都府
江都府，五代十国时设置的府。
杨吴定都扬州，升为江都府（南唐迁都江宁府，以此为东都），治所在江都县（今江苏省扬州市）。辖境相当今江苏省扬州、江都、高邮、仪征、兴化、六合和安徽省天长等市县地。后周显德中复为扬州。 